# 小熊猫属
小熊猫屬（学名：Ailurus），也叫红熊猫、紅貓熊或九節狼、火狐，是一种小型哺乳动物，原产于中国西南地区。小熊猫有着红褐色的皮毛和长而蓬松的尾巴，且由于前肢较短，所以步态摇摆蹒跚。小熊猫体型比家猫略大，躯干更长且体重较重。它是一种树栖运动动物，主要以竹笋为主食，但也会杂食禽蛋、鸟类、昆虫和小型哺乳动物。在野外自然条件下它是一种独居动物，黄昏到黎明是其主要活动期，而白天大部分时间处于静栖状态。
由于野外成年生存数量预估不足10,000只，小熊猫已被國際自然保護聯盟归为瀕危物種。尽管小熊猫受到其范围内国家的法律保护，但是面临棲息地破壞、棲息地零碎化、偷獵以及近交衰退的种种威胁，其数量仍在不断减少。
它最开始被列为浣熊科或熊科，但系统发生学研究支持小熊猫所属的小熊猫科为一独立演化支系，且和鼬科、浣熊科同属鼬总科。小熊猫与现生熊科动物中相对较基群的大熊猫并无紧密关系，目前本屬已知有两物種。

## 特征

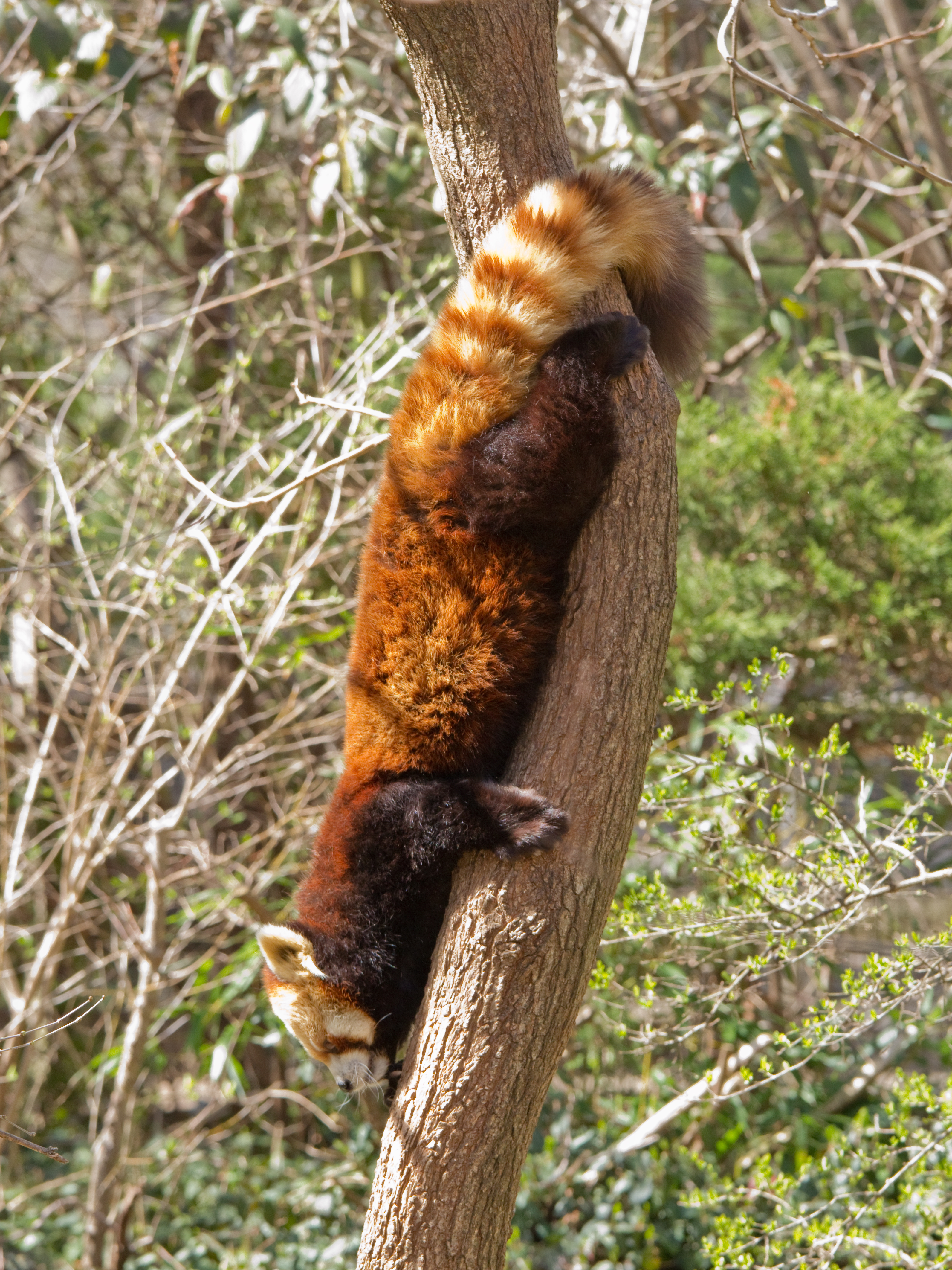
小熊猫向下行走时头先朝下。

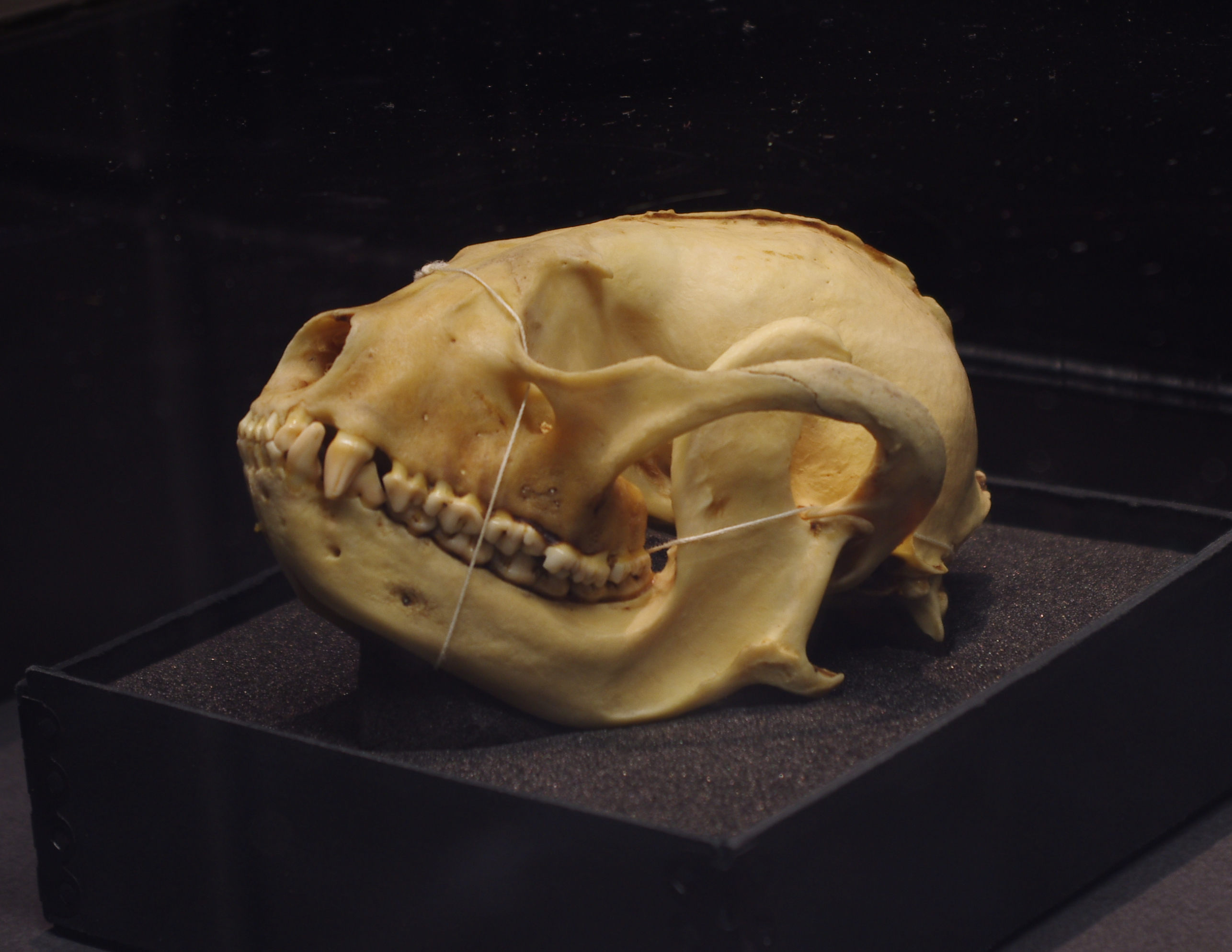
小熊猫的头骨。

小熊猫头部与身体的测量长度为50至64（20至25英寸），尾长为28至59（11至23英寸），雄性体重为3.7至6.2（8.2至13.7英磅），雌性体重为3至6.0（6.6至13.2英磅）。小熊猫有软而长的皮毛，身体上半部分皮毛呈红褐色，下半部分呈黑色；它们脸部光滑，带有泪状标志，并具有坚硬的颅骨牙齿。其光滑面部有着和浣熊相似的白色斑纹标记，但每个个体都可能有独特的图案。它们圆形的头上有着中型的直立耳朵、黑色的鼻子和乌黑的眼睛。它们长而浓密的尾巴有著六个交替的黄红色与赭色横向环纹，可以帮助它们在覆盖着苔藓和地衣的栖息树上保持平衡和偽裝。它们四肢呈黑色，短粗，足底有厚密的绒毛。这种绒毛在其肛门上也有，可助其在积雪覆盖的路面或冰面上保暖，并隐藏气味。
小熊猫是专性食竹動物，其强壮、弯曲、锐利且能半伸缩的爪，可以向内抓住窄细的树枝、树叶和水果。和大熊猫一样，小熊猫也有一个“假拇指”，是其腕骨的一个延伸部分。当小熊猫头朝下、往下爬树时，会通过转动它的脚踝以控制它的下行动作，属于攀爬类动物中少数会这样做的。

## 栖息地分布

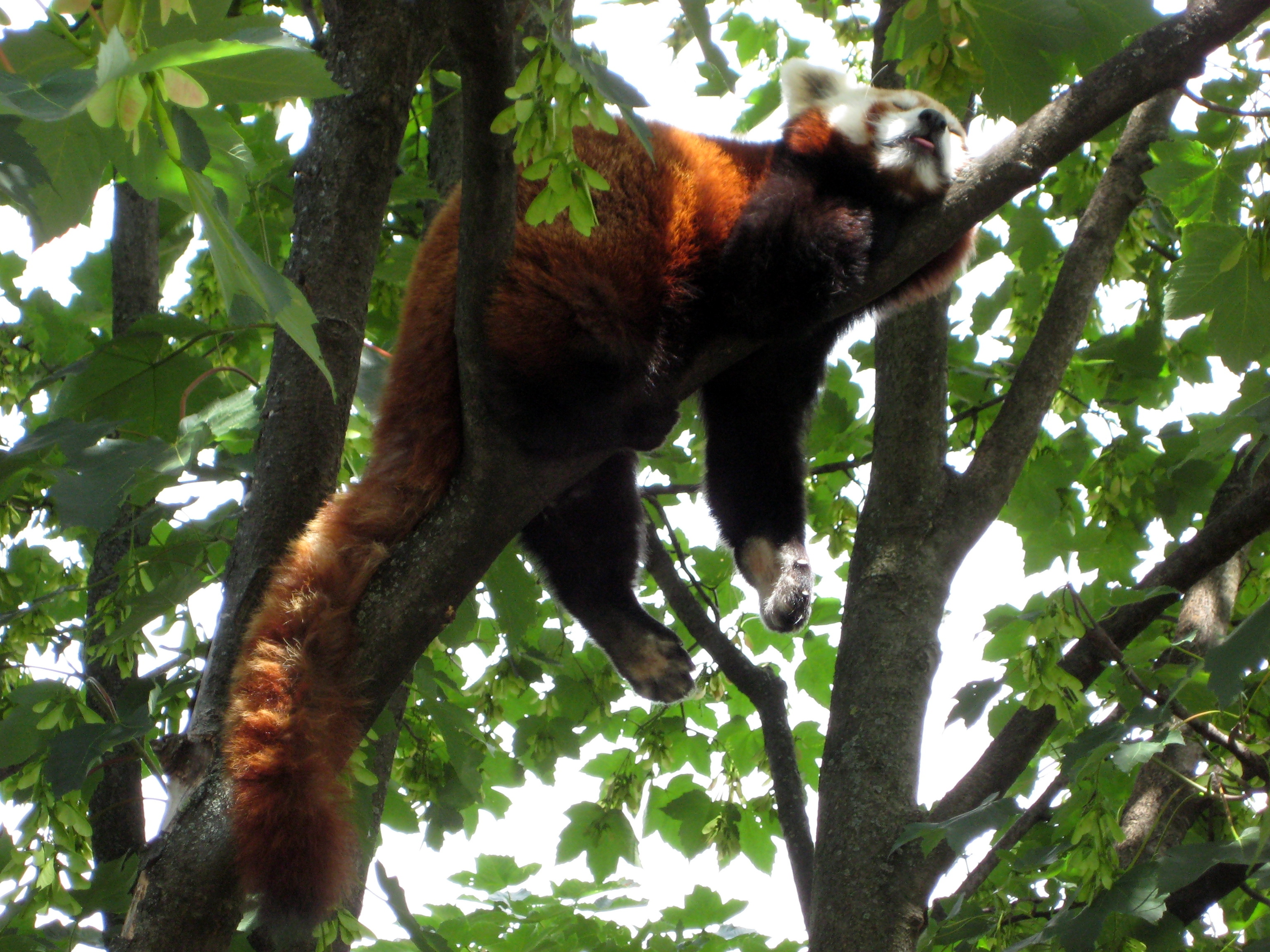
一只正在树上睡觉的小熊猫。

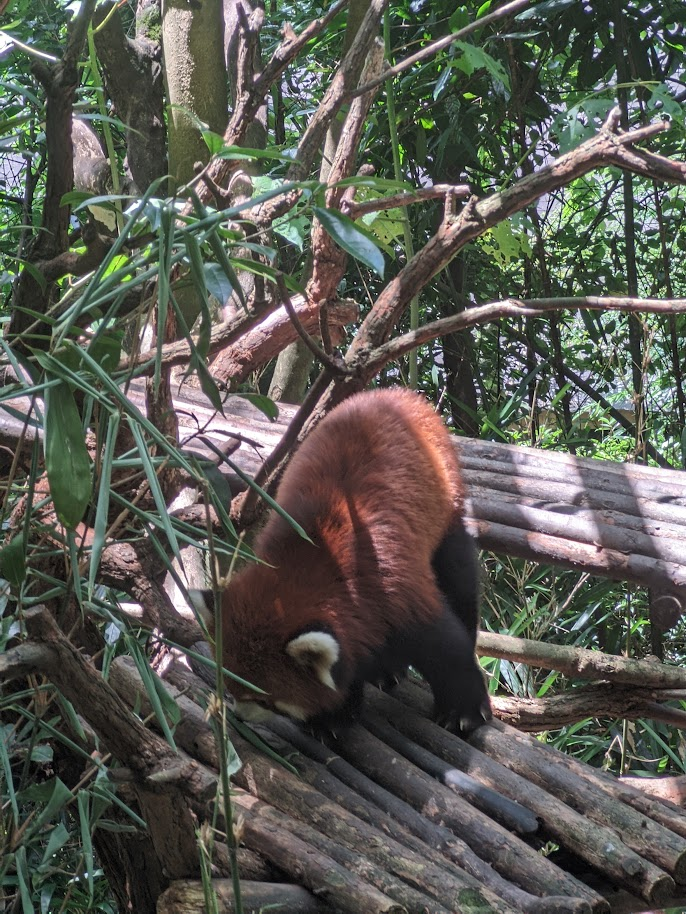
一只在行走的小熊猫。

小熊貓屬的分布范围的最东边是中国陕西省秦岭。这个范围包括了中国西藏南部、印度的锡金邦和阿萨姆邦、不丹、缅甸北部山区以及中国西南地区四川省的横断山脉和云南省的贡山。它也有可能生活在西藏西南部和藏南地區北部，但现时缺乏相关记录。喜马拉雅山脉的部分地区是小熊猫密度最高的区域，并也被认为保护了多种其它更新世特有物种。小熊猫的分布相对分离、并非连绵不绝。有一个孤立的小熊猫种群栖息在印度东北部的梅加拉亚高原上。目前本屬已知兩物種，呈間斷分布，中華小熊猫分布于西藏東南部及緬甸北部，與喜馬拉雅小熊貓棲地以雅魯藏布江為界，東部屬中華小熊貓，西部則屬喜馬拉雅小熊貓。
在1970年代的一次调查中，科学家于尼泊尔的多尔帕坦禁猎保护区中发现了小熊猫的踪迹。2007年春，四只小熊猫在当地海拔3,220至3,610（10,560至11,840英尺）处被发现，从而证明了小熊猫在此地的存在。这一物种存在的最西边界，位于多尔帕坦禁狩猎保护区更西面的拉拉國家公園，这一发现于2008年被证实。
小熊猫生活在海拔2,200至4,800（7,200至15,700英尺）间，温度保持在10至25 °C（50至77 °F），每年只会有细微变化。它喜欢山上有落葉植物和松柏門的混交林，特别是有古树和浓密竹子的地方。
小熊猫在四川省的种群数量比在云南省的种群数量更多、更稳定，显示它们的分布范围在全新世时期从四川向南扩张到到云南。
小熊猫在中国的贵州省、甘肃省、陕西省和青海省等地已经局部灭绝。

## 物種
小貓熊科目前尚存兩物种：
- 喜马拉雅小熊猫（也叫西方小熊猫，学名：A. fulgens）：原为指名亚种，分布在整体栖息地范围的西侧，包括西藏东南部、尼泊尔、阿萨姆邦、锡金邦和不丹。
- 中華小熊貓（也叫斯坦氏小熊猫，学名：A. styani）：原为川西亚种，分布于整体栖息地范围的东北侧，位于中国南方和缅甸北部[19][11]。

奥德菲尔德·托马斯在1902年，根据从四川收集的标本中的一个头盖骨，首次描述了小熊猫川西亚种。雷金納德·英尼斯·波科克通过小熊猫川西亚种更长的冬季绒毛、更黑的毛皮、更大的头盖骨、更加强烈弯曲的前额以及更强壮的牙齿，将其与小熊猫指名亚种区分开来。这一区分依据来源于一些从四川、云南边境旁的密支那地区以及缅甸北部收集的头盖骨和皮毛。
小熊猫川西亚种根据推测会比它西面同类的体型更大、颜色更深，但这两个亚种都有相当多的变种。一些个体与其说是红色，倒可能更接近棕色或偏黄的褐色。後續的研究認為，兩類群約於22萬年前即分家，其後鮮有遺傳上的交流，故將川西亞種提升為種階。

## 生理与行为

### 行为
小熊猫具有领土意识，除繁殖季节外均为独居。这一物种一般都比较安静，只会偶尔发出吱吱声和哨音声来交流。它被观察到同时具备夜行性和黄昏性，白天在树枝上或树洞里休息，到黄昏及黎明时会增加活动。天热时，它睡觉时会在树枝上伸展身体，四肢悬空；天冷时，它会蜷缩身体，并用尾巴盖住面部。小熊猫对温度十分敏感，最适宜生存的温度是在17至25 °C（63至77 °F）之间，不能忍受超过25 °C（77 °F）的温度。

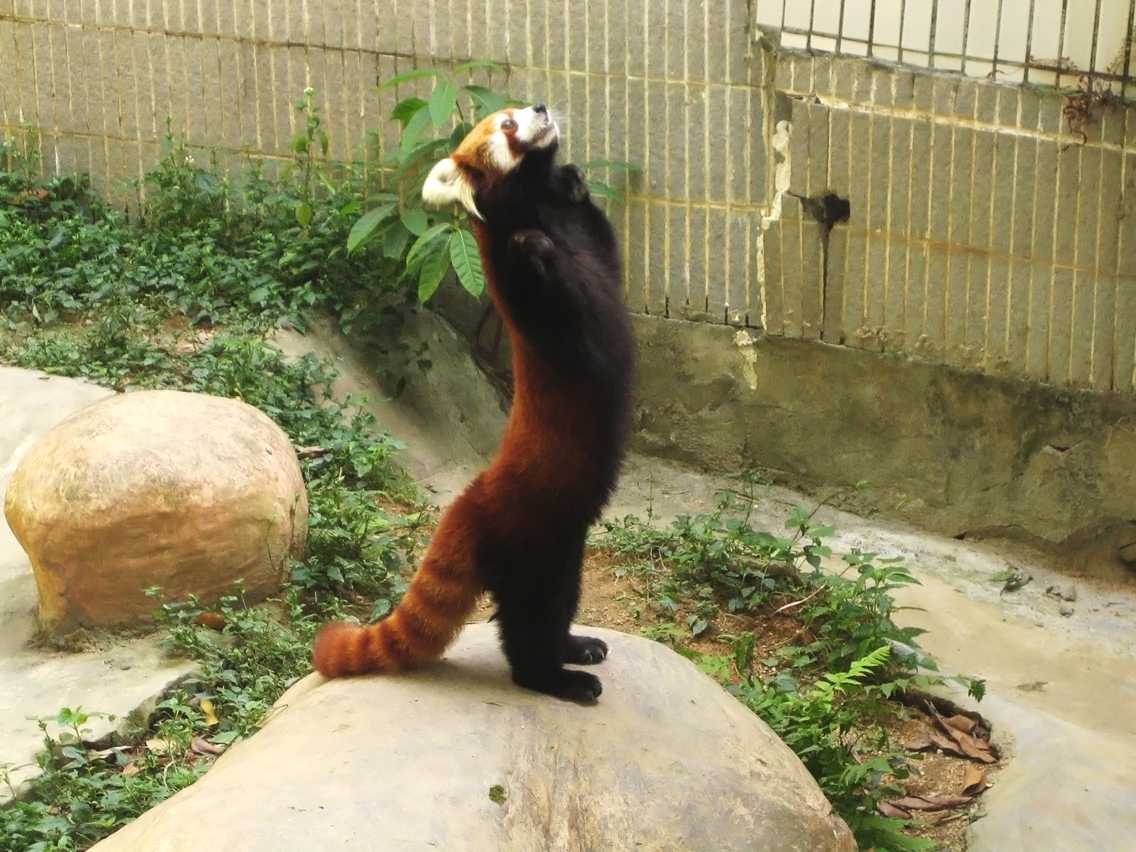
站立在石头上的小熊猫。

在每天醒来后，小熊猫会先像猫那样清理自己的皮毛，舔自己前爪后摩擦背部、躯干和身体各侧。它们也会在树边或岩石边摩擦自己的背部和腹部。接着它们会巡逻自己的领地，以排放尿液和通过肛門腺分泌一种带麝香的微弱分泌物做标记。它们会沿着地面或树木间觅食，并交替地用自己的前爪，将食物送入嘴中，或是直接吞食静置的食物。
小熊猫的天敌包括雪豹、鼬科动物和人类。当它们感觉到威胁或危险时，它们会尝试爬到岩石柱或树上以逃离险情。一旦不能逃走，它们会用后肢站立，使它们看起来体积更大，并用它们锋利的前爪进行自卫。小熊猫“风太”因具备一次站立十秒钟的能力，在日本成为吸引游客的亮点。

### 饮食
小熊猫是优秀的攀爬者，其食物大多来自于树上。它们主要吃竹子，也会吃一些小型哺乳动物、鸟类、蛋、花和浆果。在人工饲养的环境中，可观察到它们吃鸟类、花、楓葉、桑叶、枫树树皮和果实、山毛榉和桑树。
像大熊猫一样，小熊猫也无法消化纤维素，因此它们必须进食大量竹子维生。它们的日常饮食中约有三分之二是竹子，但也吃蘑菇、根、橡子、地衣和草，偶尔更以鱼和昆虫作补充。由于饮食中吸收的热量太低，它们除吃饭和睡觉外很少做其他事情。

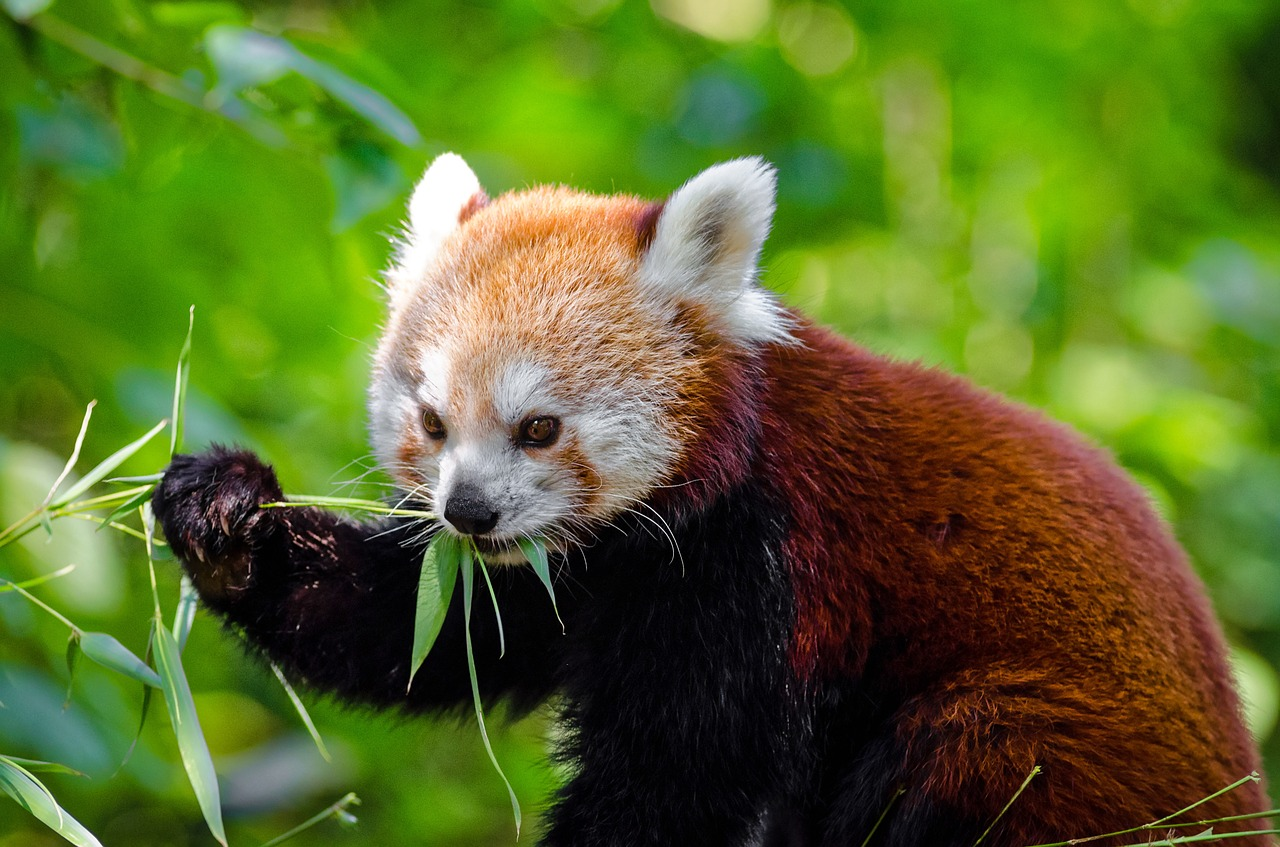
小熊猫的素食饮食。

竹笋比竹叶更易消化，其可消化性于夏季和秋季最高，春季居中，冬季最低；这些变化与竹子中的营养含量相对应。小熊猫消化竹子（特别是其纤维素和細胞壁部分）的能力并不强，这意味着微生物消化在它们的消化过程中只扮演了一个次要角色。为更好地生存，它们必须大量进食竹子中如嫩叶和芽等高营养的部分。小熊猫每天须吃掉超过1.5（3.3英磅）的新鲜竹叶和超过4（8.8英磅）的新鲜竹笋；这些食物通过消化道的速度相当快（大约2至4小时），有助于它们最大限度地摄取营养。小熊猫能够尝出甜味剂（比如阿斯巴甜），是已知的唯一一种能做到这点的非灵长类生物。

### 繁殖

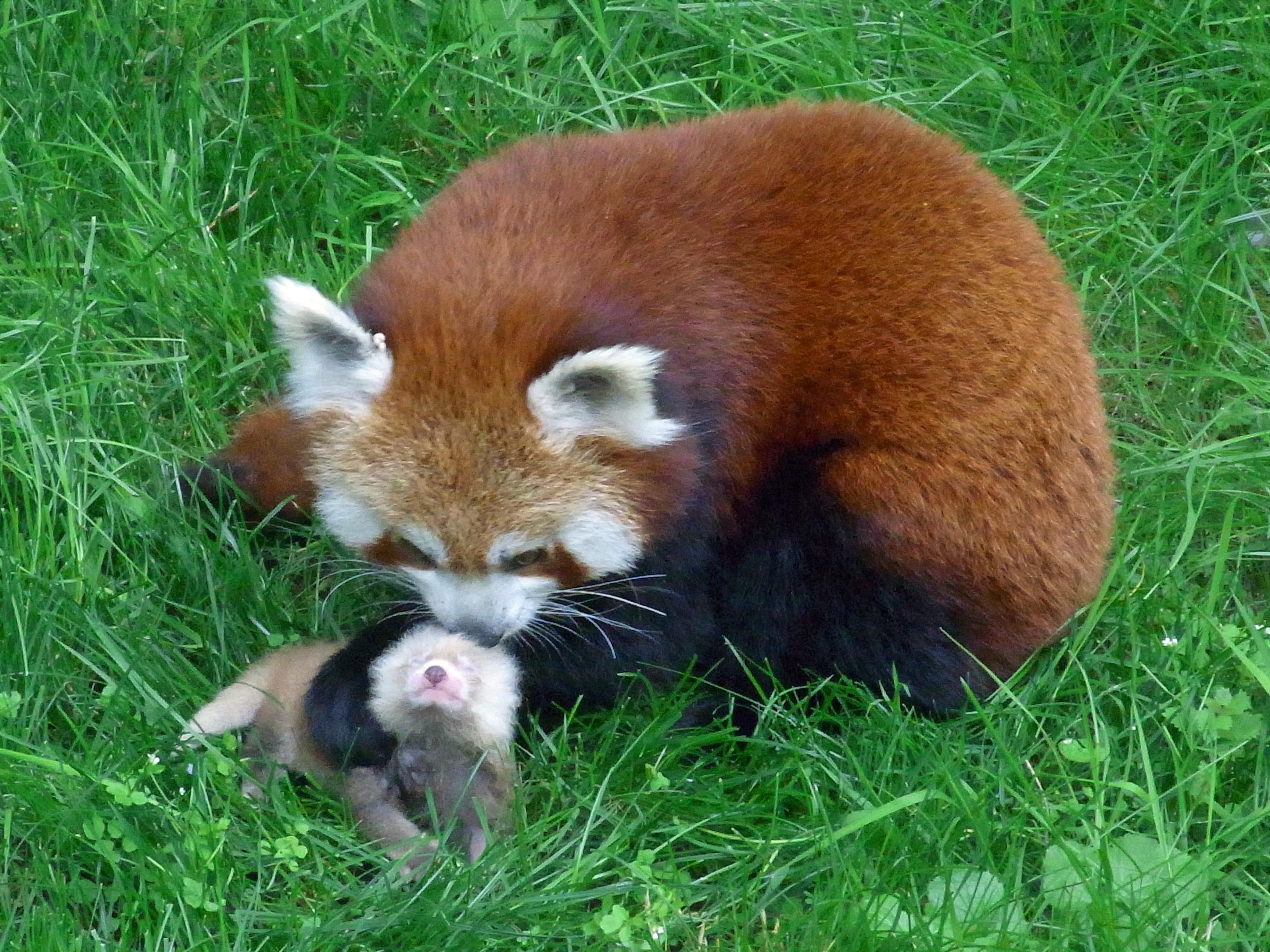
小熊猫正在照顾其幼崽。

小熊猫在其出生后18个月左右就可以进行繁殖，并在两到三岁时完全成熟。除交配外，成年小熊猫很少在野外与其它小熊猫互动。在一月中旬至早春三月的繁殖季，雌雄小熊猫都可能会和一个或多个配偶交配。在临近生产的前几日，雌性小熊猫会开始收集诸如灌木、杂草和树叶之类的材料，为通常将建在树洞或岩石缝隙内的窝做准备。经过112至158天的妊娠期后，雌性小熊猫会在六月中旬到七月下旬产下一到四只尚不能睁眼或听到声音的幼崽，每只大约重110至130克（3.9至4.6盎司）。
生产后，小熊猫妈妈会清洗幼崽们，并可通过气味辨别每一只幼崽。刚开始时，小熊猫妈妈会花六至九成的时间和幼崽们在一起。在第一个星期之后，她会开始把更多的时间用在巢外，每隔数小时回去照顾并清洗幼崽。她会频繁地把幼崽在数个巢窝之间转移，并把所有的巢窝都保持得一样整洁。幼崽们会在出生约18天睁眼；在出生90天左右，它们的皮毛和色彩已完全长成，并开始在巢窝外进行探险及进食较硬的食物；在出生六到八个月后，它们会断奶。直到来年夏天下一窝幼崽出生之前，这些幼崽都会一直和母亲住在一起。雄性小熊猫几乎不会帮助抚养幼崽，除非它们一对住在一起，或生活在一个小群体中。
小熊猫的平均寿命为八到十年，但也有一些个体能活到15歲。

## 威胁
小熊猫面临的主要威胁是野外猎杀、由和家畜竞争导致的栖息地退化以及因森林砍伐导致的栖息地消失或分裂。这些因素的相对重要性在每个地区各有不同，对此目前也缺乏很好的解释。比如在印度，最大的威胁似乎是栖息地消失，紧接着是偷猎；然而在中国，猎杀和偷猎似乎才是最大的威胁。据报道，在过去50年里，中国的小熊猫数量已下降了四成，而喜马拉雅西部地区的小熊猫数量可能会更低。
根据测绘学和生态学研究分析，森林砍伐会抑制小熊猫的种群扩散，加剧自然种群的分化，导致现存野生群体的严重分裂。在尼泊尔的朗当国家公园中，四类不同种群的30多只动物须与人类共享资源，然而1,710平方（660平方英里）面积中只有6%的区域适合作小熊猫的栖息地。另外，尽管就食物而言，小熊猫和家畜的直接竞争并不严重，但家畜的践踏会抑制竹子的生长。
相互之间拥有较少交流机会的小群体动物会面临着近亲繁殖、遗传多样性降低甚至是灭绝的危险。此外，为了农业（包括为在山坡上修筑梯田）和获得木柴而进行皆伐也移除了可供雌性小熊猫筑巢的老树，并降低了某些竹子的再生能力。
在中国西南地区，有人会捕猎小熊猫以获取其皮毛，尤其会用其高价值的蓬松尾巴来制作帽子。这些皮毛也常常会在当地文化庆祝活动中使用；在婚礼上，按照传统，新郎会拿着兽皮，新婚夫妇也会戴上“有好运的”小熊猫尾帽。这一风俗可能产生已久，比如一幅13世纪的中国笔墨卷轴《搜山图》已描绘了捕猎疑似小熊猫的场景，但画中被辨认为小熊猫的动物外形更像小灵猫。另一方面，尼泊尔的文化和民俗中几乎没有提及过小熊猫。
在过去，小熊猫会被抓住并卖给动物园。曾有一篇1969年的文章指出，有人在17年的时间里处理过350笔小熊猫的交易。
近年来因《瀕危野生動植物種國際貿易公約》的颁布，这一数目已大幅下降；但是偷猎仍在继续，小熊猫常常会被高价出售给私人收藏家。在尼泊尔和印度的一些地区，小熊猫会被当作宠物饲养。
小熊猫自然出生率很低（通常每年只生产一只幼崽或一对双生崽），野外死亡率很高。

## 保护

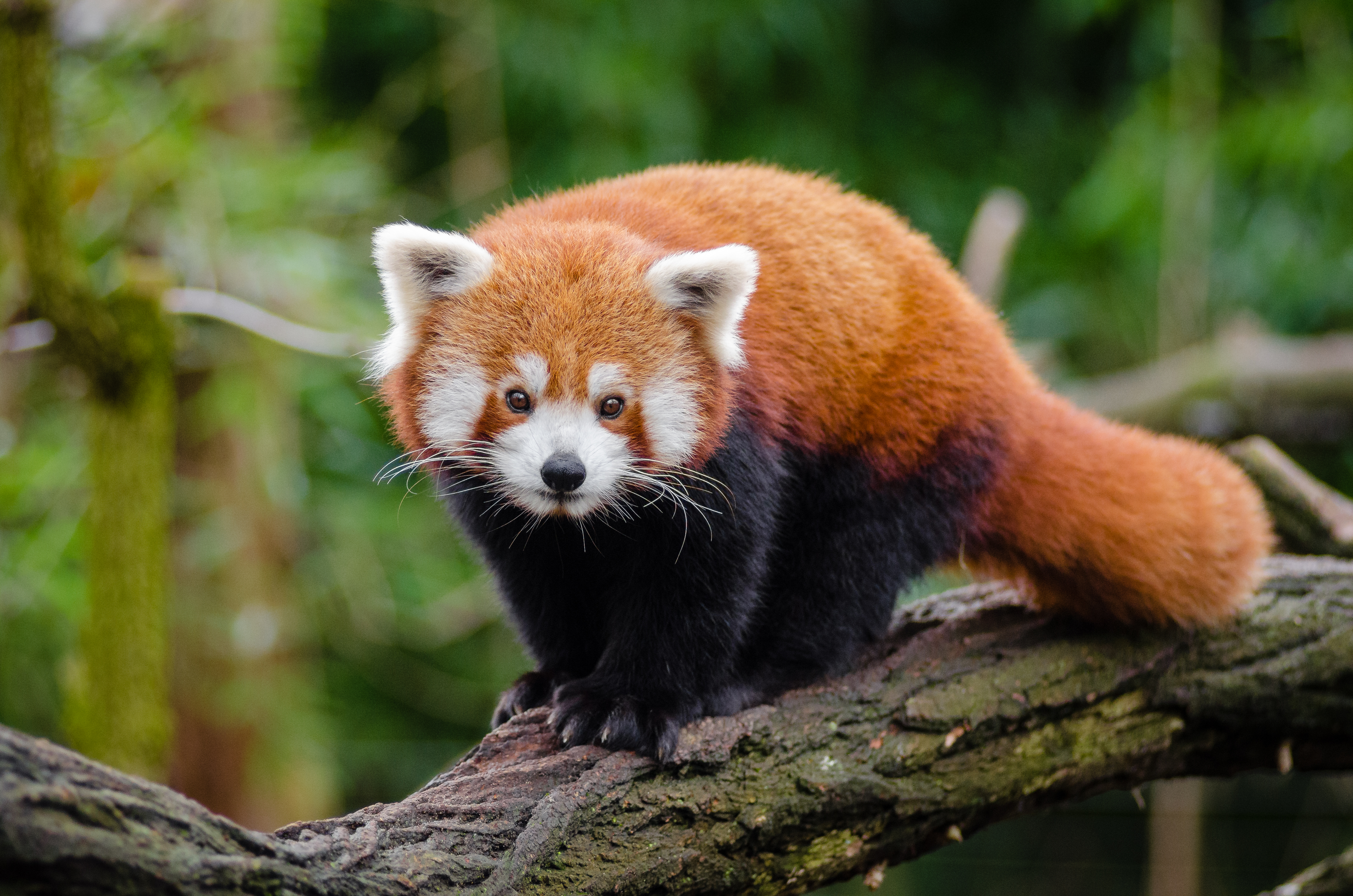
小熊猫特写。

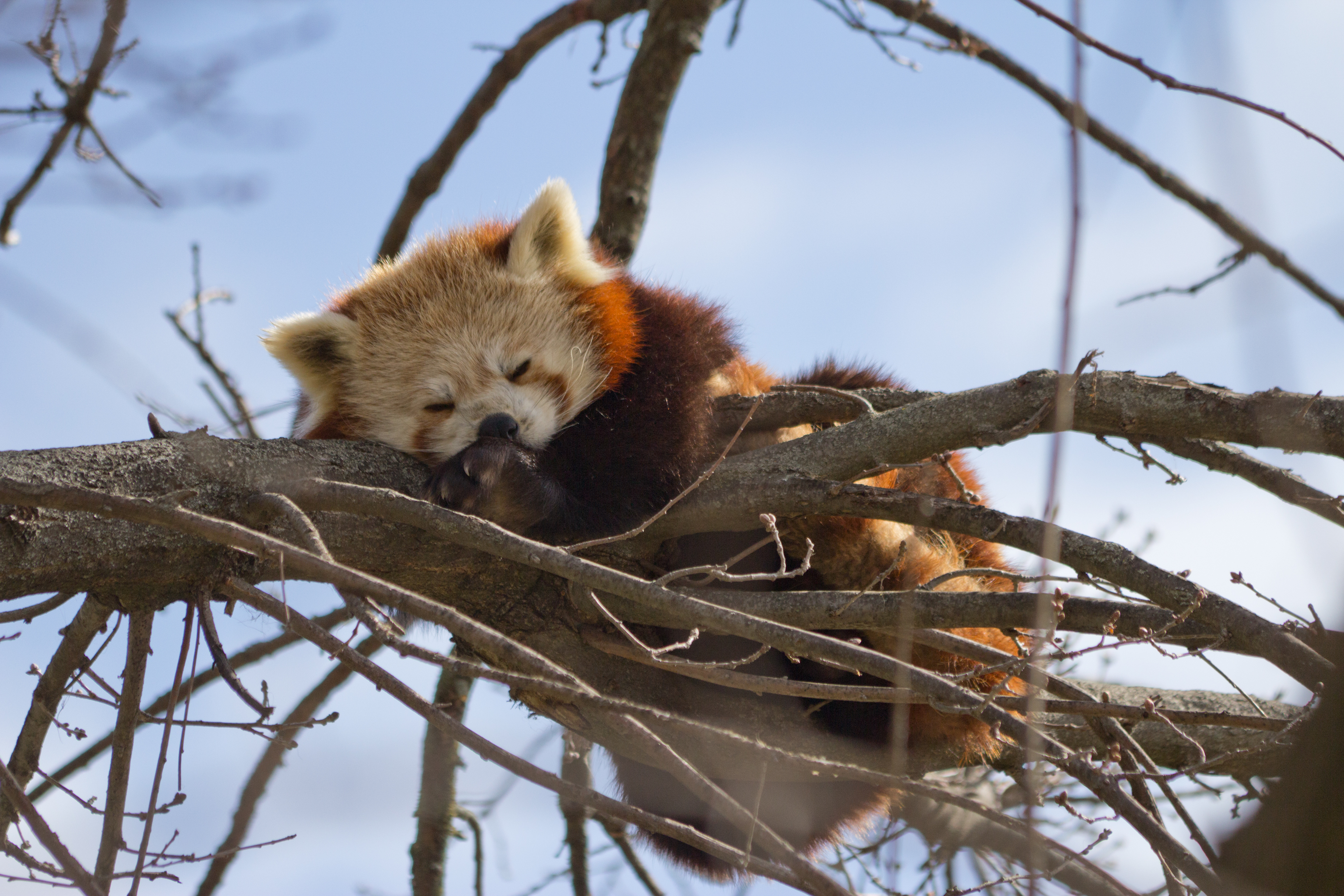
小熊猫在树上休息。

小熊猫被列在《濒危野生动植物种国际贸易公约》附录一中；由于野外种群数量估计仅有10000只，且有继续减少的趋势，这类物种自2008年起也被《國際自然保護聯盟瀕危物種紅色名錄》列为瀕危物種。在小熊猫共142,000平方（55,000平方英里）的潜在栖息地中，只有约为不到一半的面积被它们实际使用着。由于其腼腆且隐秘的天性以及昼伏夜出的习惯，人类观察小熊猫十分困难。因此，野外的种群数量统计取决于种群密度的估计，而非直接记录。
世界范围内，有估计认为小熊猫数量少于2500只，也有估计认为有16000至20000只。1999年，中国境内的总体数量在约3000至7000只之间；2001年，印度的野外种群数量在约5000至6000只之间；尼泊尔地区估计只有几百只，不丹与缅甸则没有记录。
小熊猫的数量很难被确定，原因之一是很多动物都易被错当成小熊猫。比如不丹一个报导曾声称小熊猫依然普遍存在，更拿出照片作证明；但这张照片中的动物实际是一种麝貓。
所有有小熊猫分布的国家都已对它们采取防护措施，且捕猎是违法行为；而各国制定的保育措施则各有不同：
- 中华人民共和国设立了35个国家级自然保护区，范围涵盖了42.4%的小熊猫栖息地。[1]
- 印度在锡金邦、阿鲁纳恰尔邦和西孟加拉邦的已知或可能的小熊猫栖息地设有20个保护区（如金城章嘉国家公园、纳姆达帕国家公园（英语：Namdapha National Park）和辛加利拉国家公园（英语：Singalila National Park）），以及一项联合保护小熊猫政策。[1]
- 在尼泊尔，已知有小熊猫出没在朗当国家公园、萨加玛塔国家公园、马卡鲁巴伦国家公园、拉拉国家公园、安纳布尔纳峰保护区（英语：Annapurna Conservation Area）、干城章嘉峰保护区和多尔帕坦禁猎保护区。[35]
- 不丹有五个自然保护区支持小熊猫繁殖和保护。[1]
- 缅甸有26个自然保护区，其中至少有一个保护区住有小熊猫。[1]

### 自然状态下的保护措施
尼泊尔东部伊拉姆地区一个社区管理的森林是15只小熊猫的家园，该社区以包括提供寄宿家庭在内的旅游参观活动获取收入。阿鲁纳恰尔邦高海拔地区的五个村庄成立了庞臣小熊猫保护联盟（Pangchen Red Panda Conservation Alliance），在海拔2,500（8,200英尺）到4,000（13,000英尺）间，设立了面积达200平方（77平方英里）的社区保护森林。

### 人工饲养

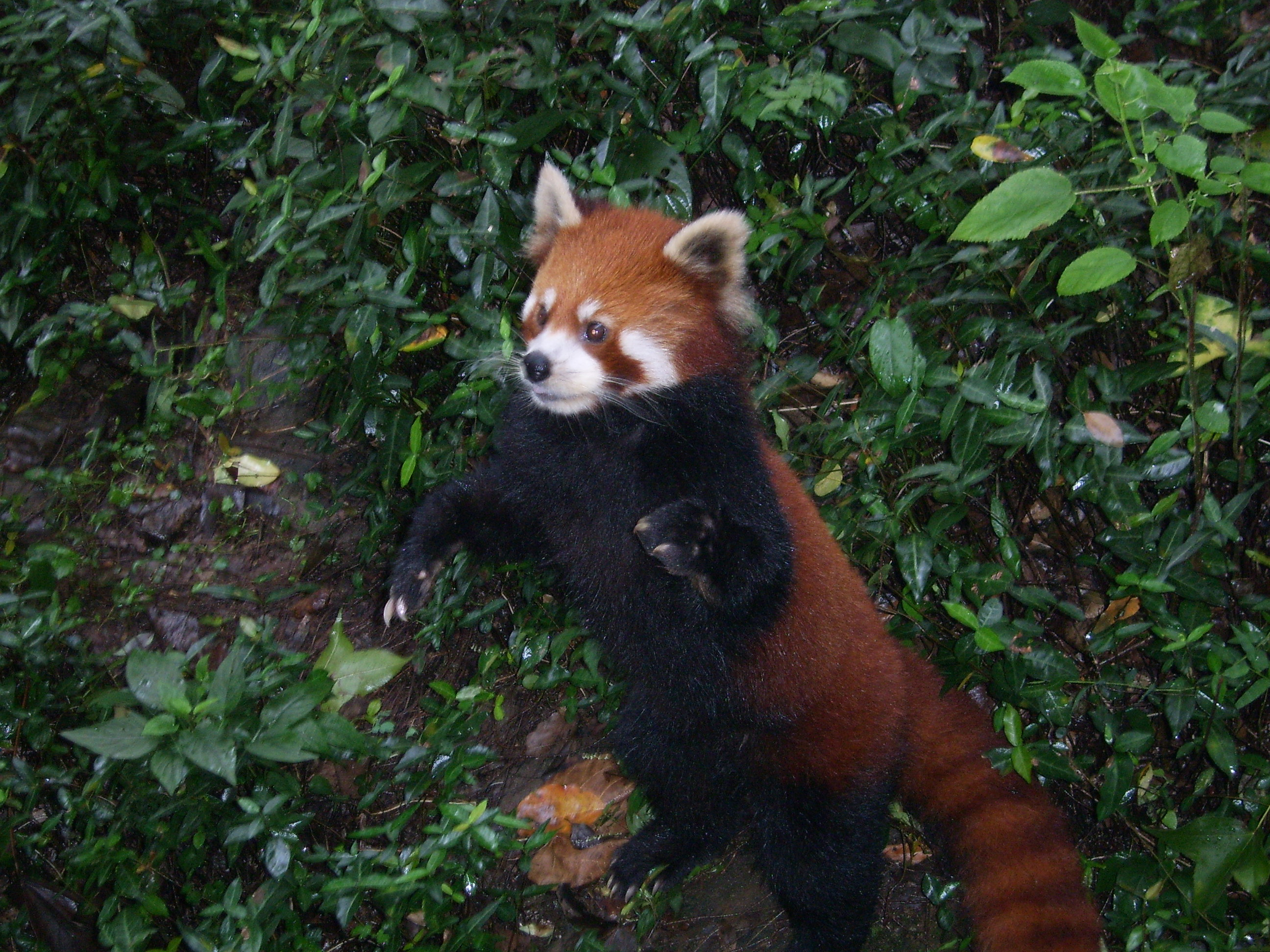
一只杭州动物园内的小熊猫。

小熊猫很能适应圈养环境，并在世界各地动物园中都十分常见。1992年时，已有超过300只小熊猫幼崽出生在圈养环境下，并且有300多只的小熊猫生活在全世界85家机构内。2001年时，有182只小熊猫生活在北美洲动物园内。2006年，国际血统证书列出全世界公园和动物园共有超过800只小熊猫，其中有511只小熊猫指名亚种被饲养在173家机构中，306只小熊猫川西亚种被饲养在81家机构中。
国际血统证书目前由荷兰鹿特丹公园管理，并与国际小熊猫管理组织合作，协调北美洲的“物种存活计划”、欧洲的“欧洲濒危物种方案”以及澳大利亚、印度、日本和中国的其它圈养繁殖计划。2009年，位于美国田纳西州諾克斯維爾的诺克斯维尔动物园内的小熊猫与特殊展品馆馆长莎拉·格拉斯被任命为北美小熊猫生存计划的协调员。在西半球，诺克斯维尔动物园有着数量最多的圈养小熊猫幼崽（2011年8月有101只）；全球范围内，只有荷兰鹿特丹动物园有着比它更多的圈养小熊猫幼崽。
杭州动物园有只小熊猫越狱出走242天才被从西湖边找回，被找到时毛色比之前在动物园时还要鲜亮，启发动物园饲养小熊猫应该食物多样化。
印度大吉嶺的帕德马贾·奈杜喜马拉雅公园在2003年的8月和11月，成功在野外放生了四只圈养小熊猫。

## 有關名人軼事

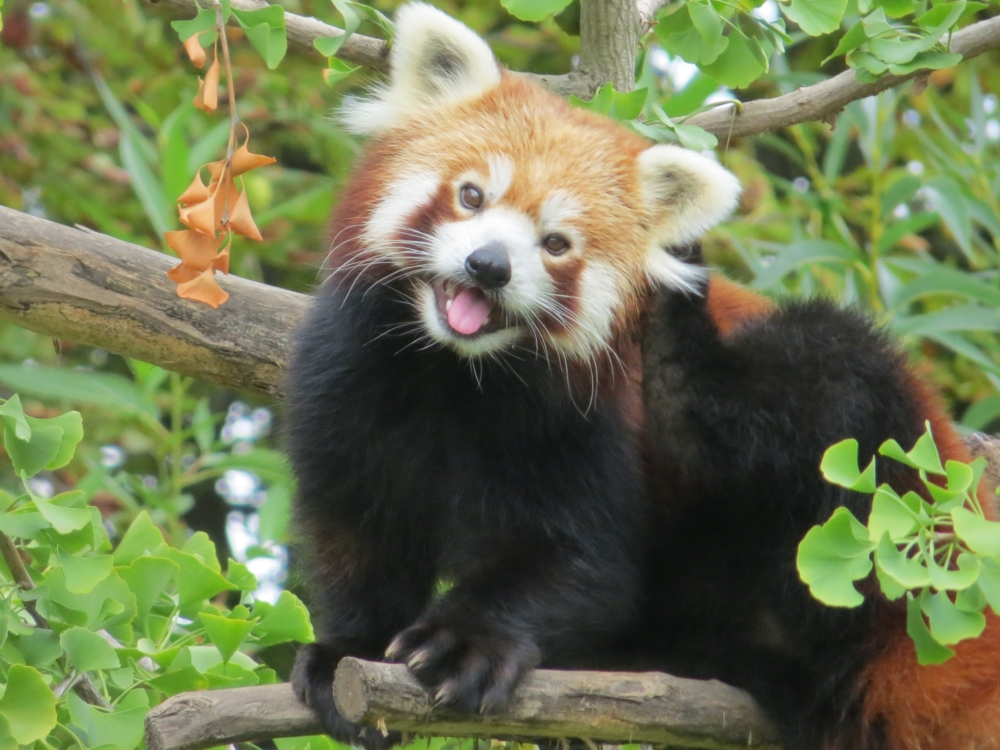
一只在银杏树上的小熊猫

小熊猫曾作为送給印度前首相英迪拉·甘地的家族的礼物，并被放置在“一个特殊的树屋”裡。

## 系统发生学
小熊猫的生物分类自其被发现起就存在争议。法国动物学家弗雷德里克·居维叶在1825年最先描述了小熊猫，将其归类为浣熊（浣熊科）的近亲，又基于小熊猫类似家猫的外表将其属名命名为（取自古希臘語，“猫”）。小熊猫的种加词是拉丁语形容词（“闪闪发光的”）。
在不同时期，小熊猫曾被分别归类为浣熊科和熊科，又曾与貓熊屬（大熊猫）同在熊猫亚科（直到该科目被移到熊科下），最终被归入自己单独的科目小熊猫科。其归类之不确定性源于无法定论小熊猫的某些特征是来自于演化上的保守，还是从有相近生態習性的其它物种所学习和趋同而来。

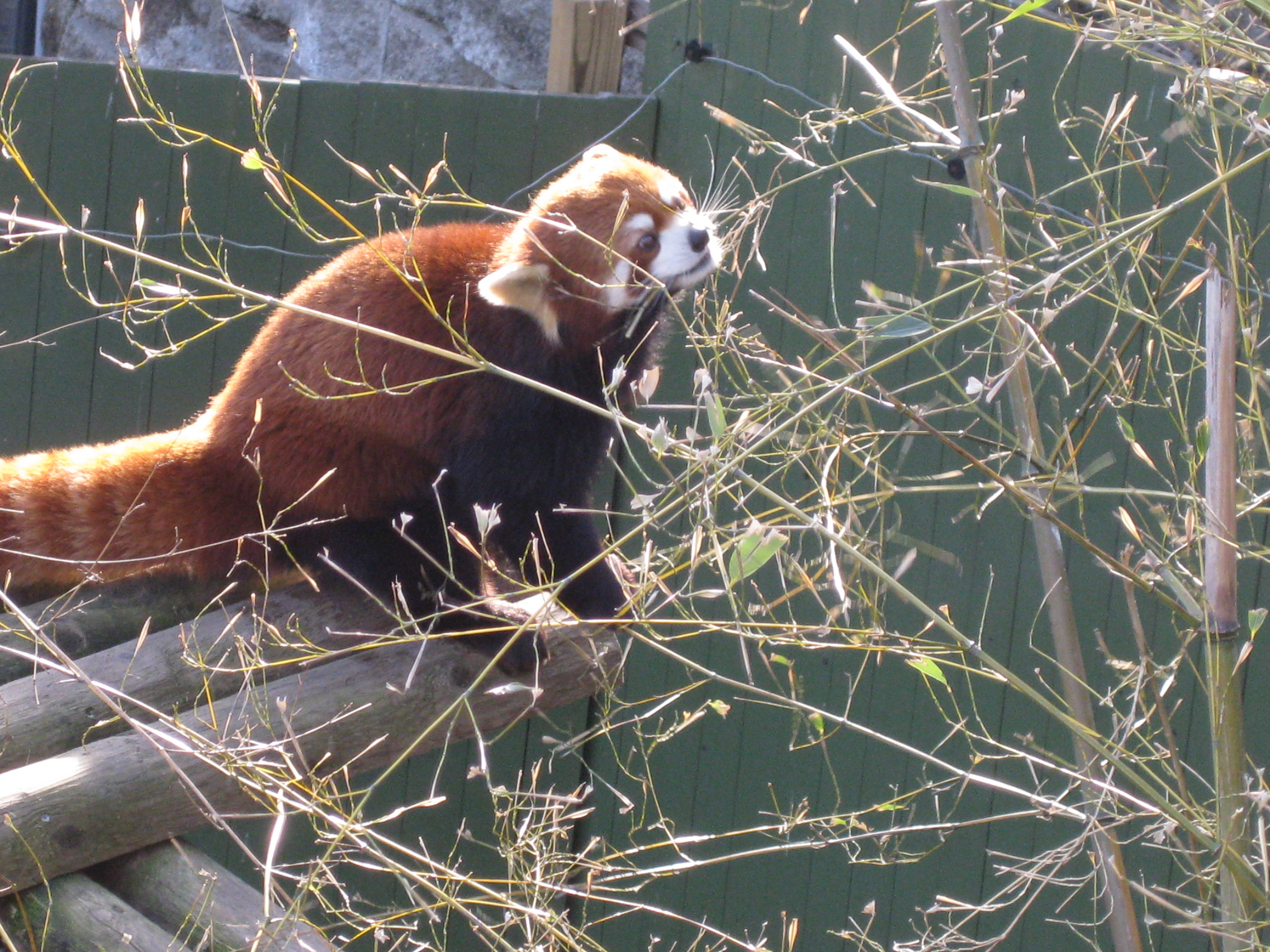
小熊猫正在啃食表皮脱落的竹叢。

基于化石、血清学、核型、行為、解剖学和繁殖的证据表明小熊猫更亲近浣熊科而非熊科。然而，与现代浣熊科相关的生态学特征、觅食特征和不同的地理分布范围皆支持了小熊猫科的单独分科。
最新的分子系统发生学脱氧核糖核酸研究亦支持将小熊猫归入独立的小熊猫科，与臭鼬科、浣熊科和鼬科同属鼬总科。
它并非是一种熊，也没和大熊猫有着密切关系，也不是浣熊，也非某个分类未定物种的后代；相反，它是一个具有悠长历史，独立于其近亲属科（臭鼬、浣熊、水獭、鼬、獾），属于鼬总科的基础血统。——Flynn等人，Whence the Red Panda，p. 197
小熊猫有两类亚种：小熊猫指名亚种和小熊猫川西亚种。而一词常被错当为川西亚种的名称；这一错误源于亨利·米尔恩-爱德华兹在他1874年的论文《哺乳动物的自然历史研究——兼论此类动物分类》中的一个无心之过，从而使成为一个裸名。最新的《世界动物物种》仍将该亚种命名为。这一错误在随后更新的一些书籍中得以纠正，其中包括《中国哺乳动物指南》和《世界哺乳动物手册（卷一：食肉动物）》。

### 演化史

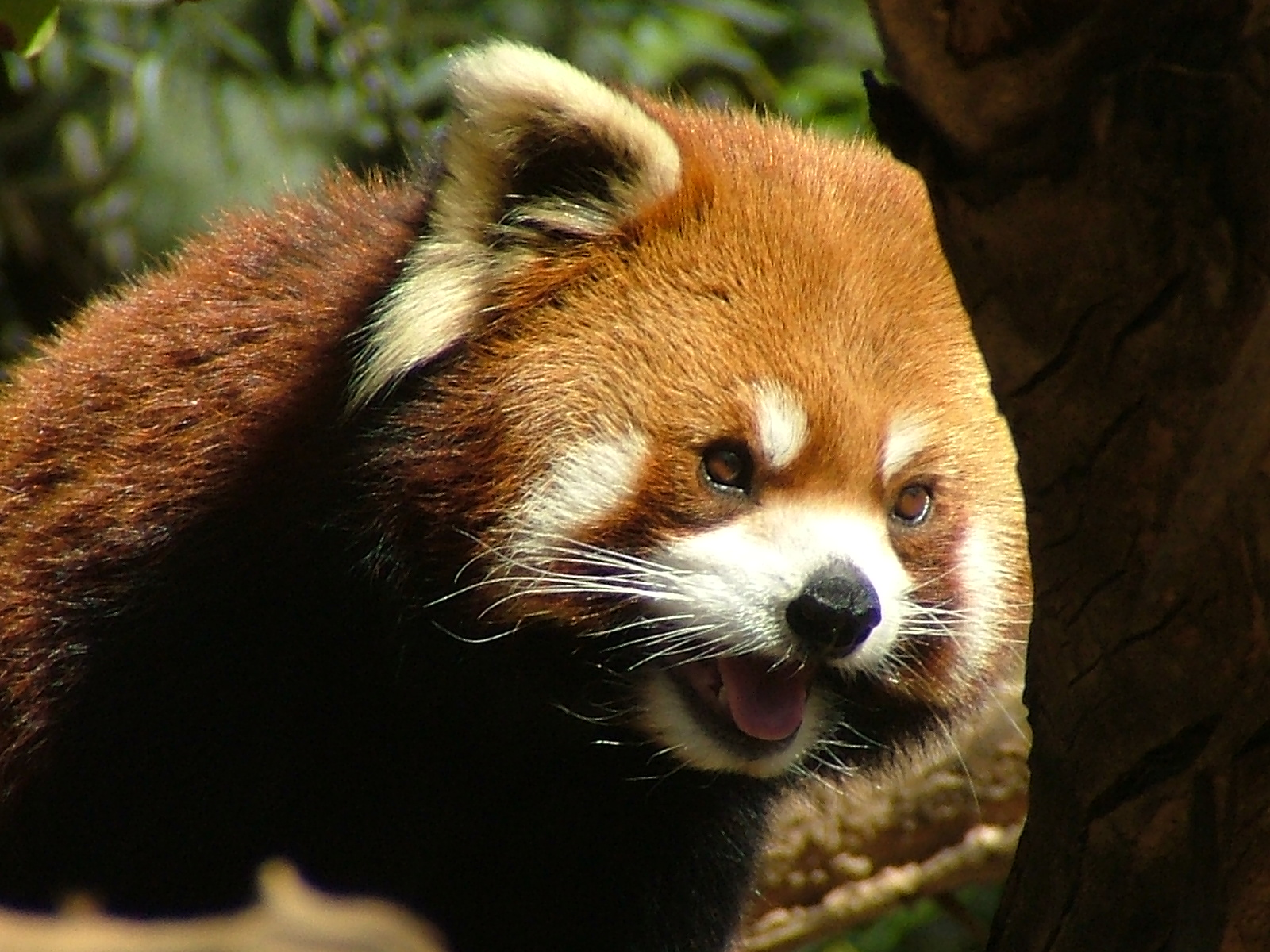
一只圈养的小熊猫。

小熊猫被视为活化石，并只是大熊猫的一个远亲，反而与鼬总科下的其他物种有着更密切的亲缘关系。小熊猫和大熊猫的共同祖先——同时也是所有现存的熊科动物、鰭足類动物（如海豹、海象）和鼬总科动物（如鼬、水獺）的祖先——可以追溯到数千万年前的古近纪，并曾在当时广布歐亞大陸。
东到中国、西至英国都曾发掘出过已灭绝小熊猫品种的化石。1977年，考古学家在华盛顿州的上新世地层中发现了古小熊猫属的单齿；这一首例于北美发现的标本与欧洲先前所发现的标本几乎相同，说明了它是来自亚洲的迁移物种。2004年，一个从未在北美被发现过的小熊猫物种的牙齿，在田纳西州的格雷化石遗址被发现，这颗牙齿可以追溯到4.5至7百万年前。这类被描述为的物种，说明了在中新世时，已有另一种更原始的小熊猫属血统居住在北美。支序分類學的专家分析认为，古小熊猫属和小熊猫属为姊妹群。2010年和2012年，更多的化石在格雷化石遗址被发现。如此频繁地在格雷化石遗址发现熊猫化石说明了这类物种在这块地区整个生态系统中的重要地位。
在西班牙发现的小熊猫在中新世的亲属物种的颅骨遗骸，说明了小熊猫和熊之间存在姊妹群关系。这一发现亦说明小熊猫的“假拇指”是对树栖运动的一种适应（而不是像大熊猫那样为了控制竹子），是脊椎动物趋同演化中最为戏剧性的例子之一。

### 分类史

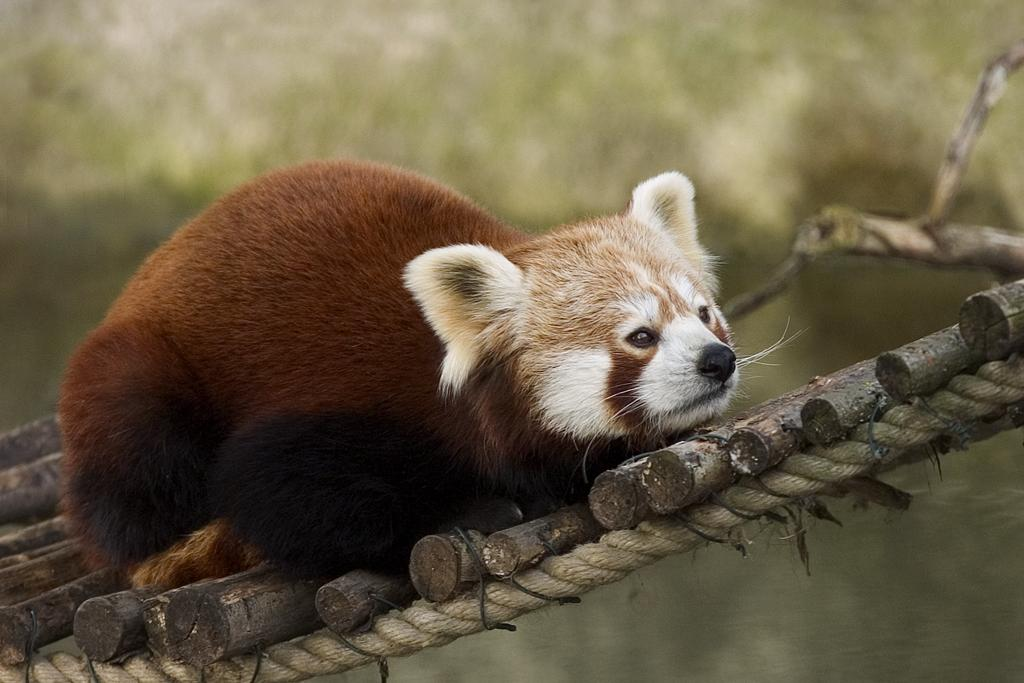
一只圈养的小熊猫。

目前已知最早有關小熊猫的书面记录，可追溯到13世纪的一個中国画轴，画中描绘了猎人捕猎小熊猫的场景。
1821年，托马斯·哈德威克少将在伦敦林奈学会上發表一篇名为《描述一类哺乳动物新种族——位于尼泊尔和雪山之间的喜马拉雅山峦处》的报告，此乃小熊猫首次在西方科学以物種身分被描述。哈德威克将其命名为，係因「牠常常发出大声的喊叫声，类似于单词，而且常常重复这一声音；于是这声音在当地就成了它为人所知的名字。它也叫」。哈德威克的这篇论文直到1827年才发表；但在那时，弗雷德里克·居維葉也已发表了他的论述并附带了一张图示。在经过哈德威克本人的允许后，1827年他出版的那篇论文中已不再包括他最开始提出的分类名称，并采用了居維葉所定下的名称。
弗雷德里克·居维叶从兄長的继子阿尔弗雷德·迪沃塞尔那里得到了“发自印度北面山脉”的标本。1825年，他在发表到《哺乳动物自然历史》的論文中首次使用了二名法学名和俗名。一词来源于古希臘語中的，意为“猫”。是拉丁语中“鲜艳、光明”的意思。是一名掌管和平和旅游罗马女神的名字，人们会在开始一段艰难旅程前向她祈祷；但一词是否是由此而来仍有质疑，后来亦有论文指出这个名字源于一种藏緬語族语言。
1847年，布赖恩·霍顿·霍奇森曾以这一名字形容某种小熊猫；由于两类物种的描述十分相似，波科克（Pocock）認為其與應屬同一模式，因此将这两模式都归為小熊猫指名亚种。
长期以来，关于小熊猫亚种或物种的划分存在争议，一方面是传统的形态划分特征在地理分布上不完全一致，另一方面一直缺乏遗传学证据的支持。关于小熊猫亚种或物种从古至今的演化历史尚不清楚。
已有研究发现，分布在喜马拉雅山周边的小熊猫和分布在中国四川、云南的小熊猫具有明显的形态差异。基于这种形态差异，1902年以来小熊猫被分为两个亚种：指名亚种（A. f. fulgens）和川西亚种（A. f. styani），并将怒江作为亚种分化的地理边界；近期也有分类学家根据形态差异和地理分布，将这两个亚种提升为物种，即喜马拉雅小熊猫（A. fulgens）和中华小熊猫（A. styani）（Groves 2011）。

## 命名

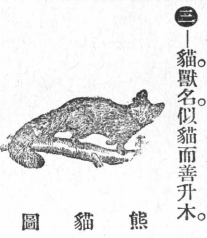
1915年《中华大字典》关于小熊猫的解释。

小熊猫在不同地区有不同的当地名称。绒巴族人称它为；在尼泊尔，这种动物被称为（“熊猫”）和；尼泊尔和锡金地区的夏尔巴人称之为和；苏努瓦尔语中，一词代表熊；塔芒语中，一种小体型、红色的熊被叫做；尼泊尔东部干城章嘉峰保护区的林布族人称小熊猫为（“黑暗”），因为它们底侧皮毛是黑色的；藏族村民则把它们叫做。
此外，雷金納德·英尼斯·波科克列出了以下俗名：和（尼泊尔语）；和（林布语）；、或（不丹语）；saknam sunam（雷布查语）。可能是源于尼泊尔语中的（或），意为一种特殊的竹子，即北美箭竹族青篱竹属，但也是对一种豹或是一种猫熊的描述。词语也可能是来源于尼泊尔语中的词语，意思是爪，或者是，表示一种动物的爪。也许可以译为竹爪或爪。据说是一种吃竹子的生物。熊猫的名字可能起源于。
小熊猫也被称为红熊猫。许多其他语言会使用红熊猫或者是华丽的、小的作为这类物种的命名。比如，保加利亚语中的、法语中的和西班牙语中的都是红熊猫的意思。早在至少1855年，它的一个法语名就是（华丽的熊猫）。在芬兰，它被叫做（金色的熊猫）。它有各种不同的叫法：法语中（小熊猫），西班牙语中的（小熊猫），荷兰语中的（小熊猫），俄罗斯语中的（“小熊猫”），朝鲜语中的（“小型熊猫”），还有日语中的。
其他相关的名字还有、和。

## 文化
小熊猫在1990年代被锡金和印度视为国家动物，并且是大吉岭茶节（Darjeeling Tea Festival）的吉祥物。2005年，在英国伯明翰自然中心，一只名为的雄性小熊猫逃跑，并且在它被捉回之前一度蹿红媒体。它随后被选为，即伯明翰年度最具影响力的事件，它是第一只获此殊荣的动物。2013年，华盛顿特区美国国家动物园里的一只名为的雌性小熊猫，也有着类似因为逃跑而蹿红网络的经历。
Firefox网页浏览器名称据说是取自小熊猫的一个昵称。
在2008年的电影《功夫熊猫》及其2011年的续篇《功夫熊貓2》中，一只拟人化的小熊猫以功夫教练的身份出现。当电影的第一部上映时，一些评论认为美国对小熊猫的认识不足。尽管大多数评论者准确认出了小熊猫，但还是有一些人把它错当成一只小狼、一只啮齿类动物或者是一只狐猴。在一次采访中，德斯汀·荷夫曼表示当他同意为该角色配音时，他对这种动物的了解并不多。日本小熊猫风太启发了对一只在美国动画片《科拉传奇》中的动物伙伴的个性创作。

## 延伸阅读
- ITIS (USDA Integrated Taxonomic Information System). .   [2009-10-24]. （原始内容存档于2007-11-25）.
- Slattery, J. Pecon; O'Brien, S. J. . The Journal of Heredity (Oxford University Press). 1995, 86 (6): 413–22. PMID 8568209.
- Mace, G.M. and Balmford, A. (2000). “Patterns and processes in contemporary mammalian extinction.” In Priorities for the Conservation of Mammalian Diversity. Has the Panda had its day?, A. Entwhistle and N. Dunstone (eds). Cambridge University Press, Cambridge. pp. 27–52.
- Miyashiro.  (PDF). New Mexico Tech. 2006-08-25  [2010-01-09]. （原始内容 (PDF)存档于2011-06-13）.
- Naish, Darren. . Tetrapod Zoology. 2008-04-03  [2010-01-09]. （原始内容存档于2012-09-05）.